# Ludwig Jahn (Bobfahrer)
Ludwig Jahn (* 27. Juni 1959 in Brandenburg an der Havel, DDR) ist ein ehemaliger deutscher Bobfahrer.
1988 nahm er an den Olympischen Winterspielen in Calgary teil. Zusammen mit Detlef Richter, Bodo Ferl und Alexander Szelig fuhr er im Vierer-Bob (zweite Mannschaft) der DDR. Sie wurden am Ende Achter.